# How Soon Is Now? (песня The Smiths)
«How Soon Is Now?» — песня, написанная в 1984 году Джонни Марром и Моррисси и записанная их группой The Smiths. «How Soon Is Now?» является, возможно, самой знаменитой песней Smiths, хотя и не очень напоминает их остальные композиции. Продюсер Sire Records Сеймур Стейн назвал её «Stairway to Heaven 80-х». Джонни Марр говорил, что это «возможно, самая бессмертная из всех песен группы».
Первоначально «How Soon Is Now?» была выпущена в качестве би-сайда сингла «William, It Was Really Nothing» вместе с песней «Please, Please, Please Let Me Get What I Want». Далее песня вошла на альбом Hatful of Hollow, а также на американское, австралийское и изданное компанией Warner в Великобритании версии альбома Meat Is Murder. В 1985 году песня была издана на стороне «А» сингла, заняв 24-е место в чарте Великобритании и не попав в чарт США. Возможно, не очень бурный успех композиции (на который надеялись Марр и Моррисси, учитывая их любовь к этой песне) объяснялся длительностью — в полной версии она шла около 7 минут, хотя на одном из сингловых изданий была сокращена до 4. Так или иначе, на компиляции группы всегда входит полная версия.

## Текст и музыка
В песне только один куплет, который повторяется дважды, а также припев и бридж. Темой лирики является человек, который хочет любви, но не может найти способ преодолеть свою застенчивость.
Начальные строки песни являются переделкой строк из романа Джордж Элиот Middlemarch. В некоторых медиаизданиях США песня была прокомментирована как «дурацкая гей-роковая агитка»; в словах песни были найдены определённые связи с бытовавшей в то время в Манчестере клубной гей-субкультурой.
Музыка в песне построена вокруг одного гитарного аккорда, громкость которого колеблется. Звук вибрирующей гитары, по словам Джонни Марра, был создан путём сложной работы в студии на основе сыгранного без этого эффекта ритм-трека.

## Обложка сингла
Изображение, помещённое на обложке сингла, взято из фильма «Дюнкерк» (1958); на ней изображён британский актёр Шон Барретт, и на фото казалось, как будто он трогает свою промежность, что послужило причиной запрета на продажу сингла в США. Поэтому появилось несколько альтернативных обложек, на одной из которых изображены сами Марр и Моррисси.

## Видеоклип
Видео было сделано для сокращённой, четырёхминутной версии песни. В него входят съёмки The Smiths на концерте (в том числе момент, когда Марр показывает Моррисси, как играть на гитаре), изображения индустриальной части города и танцующей девушки. Автор клипа не известен; он был крайне холодно принят группой, в частности, Марр высказывал руководству лейбла, что «они не могут выпустить это оскорбительное видео». Так или иначе, видео было выпущено и, наряду с ротацией на колледж-радио, во многом стало причиной популярности песни в США.

## Концертные версии
Ввиду крайней сложности инструментальной партии песни она очень редко исполнялась The Smiths живьём. Однако, именно «How Soon Is Now?» открывает концертный альбом Моррисси Live at Earl’s Court. Ещё одна концертная версия была записана для альбома Smiths Rank, однако не вошла в него. Необработанная версия этой записи (как и полная версия всего концерта) включена в бутлег A Bad Boy from a Good Family. Песня исполнялась Моррисси в 2006 году на фестивале Rock am Ring.

## Признание критики
В 2004 году песня была поставлена журналом Rolling Stone на 486-е место в списке 500 величайших песен всех времён. В марте 2005 года журнал Q поставил песню на 28-е место в списке 100 величайших гитарных треков. В мае 2007 года журнал New Musical Express поставил песню на 7-е место в списке пятидесяти величайших инди-гимнов.

## Список композиций
| №  | Название                  | Длительность |
| -- | ------------------------- | ------------ |
| 1. | «How Soon Is Now?» (edit) | 3:41         |

| №  | Название        | Длительность |
| -- | --------------- | ------------ |
| 1. | «Well I Wonder» | 4:00         |

| №  | Название           | Длительность |
| -- | ------------------ | ------------ |
| 1. | «How Soon Is Now?» | 6:43         |
| 2. | «Well I Wonder»    | 4:00         |
| 3. | «Oscillate Wildly» | 3:26         |

## Участники записи
- Моррисси — вокал
- Джонни Марр — гитара
- Энди Рурк — бас-гитара
- Майк Джойс[англ.] — ударные

## Позиции в хит-парадах и коммерческие показатели
| Год  | Хит-парад                        | Высшая позиция | Пребывание в чарте |
| ---- | -------------------------------- | -------------- | ------------------ |
| 1985 | Великобритания (UK Albums Chart) | 23             | 9 недель           |
| 1985 | Ирландия (IRMA)                  | 5              | 3 недели           |
|      |                                  |                |                    |
| 1992 | Австралия (Kent Music Report)    | 190            | нет данных         |
| 1992 | Великобритания (UK Albums Chart) | 16             | 4 недели           |
| 1992 | Ирландия (IRMA)                  | 16             | 2 недели           |
|      |                                  |                |                    |
| 2008 | Великобритания (UK Albums Chart) | 43             | 2 недели           |

| Регион                                                                      | Сертификация | Продажи |
| --------------------------------------------------------------------------- | ------------ | ------- |
| Великобритания (BPI)                                                        | Платиновый   | 600 000 |
| Данные о продажах + прослушиваниях приведены только на основе сертификации. |              |         |

## Кавер-версии
Песня была перепета множество раз, в том числе группами:
- Hundred Reasons
- Quicksand
- Everclear
- Paradise Lost
- Snake River Conspiracy
- Love Spit Love
- Soho (семпл для песни «Hippychick»)
- t.A.T.u. (см. How Soon Is Now? (t.A.T.u.))